# Elodes nunenmacheri
Elodes nunenmacheri là một loài bọ cánh cứng trong họ Scirtidae. Loài này được Wolcott miêu tả khoa học năm 1922.